# Bicinicco
Bicinicco (friuli nyelven Bicinins) település Olaszországban, Friuli-Venezia Giulia régióban, Udine megyében. Lakosainak száma 1801 fő (2023. január 1.). Bicinicco Castions di Strada, Gonars, Mortegliano, Pavia di Udine, Santa Maria la Longa és Palmanova községekkel határos.

## Népesség
A település népességének változása:
| Lakosok száma | 1881 | 1867 | 1801 |
|               | 2017 | 2018 | 2023 |